# Amastus antonio
Amastus antonio är en fjärilsart som beskrevs av Paul Dognin 1901. Amastus antonio ingår i släktet Amastus och familjen björnspinnare. Inga underarter finns listade i Catalogue of Life.